# 天主教拉梅古教區
天主教拉梅古教區（拉丁語：Dioecesis Lamacensis），是葡萄牙一個天主教教區。屬布拉加總教區。
首位可考主教見於572年的文獻。1147年恢復。現任教區為主教為安多尼奧·若瑟·羅恰·古圖。2011年，有157,400名教友，估轄區總人口98%，有223個堂區、133名司鐸、1名終身執事、6名修士、58名修女。